# Cantonul La Rochelle-1
Cantonul La Rochelle-1 este un canton din arondismentul La Rochelle, departamentul Charente-Maritime, regiunea Poitou-Charentes, Franța.